# Hornád
Hornád en slovaque ou Hernád en hongrois, est une rivière prenant sa source en Slovaquie qui rejoint la rivière Sajó (slovaque : Slaná, allemand : Salza) en Hongrie.

## Géographie
| \| \|                       |
| Bassin de la rivière Hornád |
|                             |

Le bassin hydrographique s'étend sur 5 436 km2 dont 4 403 km2 en Slovaquie et 1 136 km2 en Hongrie, le reste est situé dans l'est de la Slovaquie. La longueur de la rivière est de 286 km dont 193 km en Slovaquie et 118 km en Hongrie.
La source se situe à l'ouest du village de Vikartovce à l'est de la montagne Kráľova hoľa dans les basses Tatras à une altitude de 1 050 m. Le cours d'eau traverse le parc national du Paradis slovaque dont la presque totalité fait partie de son bassin hydrographique et de son principal affluent droit, la rivière Hnilec. Cette partie du cours présente les caractéristiques d'un torrent de montagne. Elle parcourt ensuite une vallée plus large en amont de Spišská Nová Ves, première ville traversée, au sud du centre-ville. Entre  Spišské Vlachy et Krompachy, la vallée s'encaisse et entre dans les Volovské vrchy. Hnilec rejoint l'Hornád au niveau du village de Margecany. C'est légèrement en amont de la confluence entre les deux rivières que commence le lac du barrage de Ružín ou Ružín I. Un second barrage en aval Ružín II ou barrage de Malá Lodina. Il quitte définitivement les montagnes en amont de Košice au niveau de Ťahanovce. Au niveau de Košice la rivière est canalisée et contourne le centre-ville par l'est. Du kilomètre 118,4 au kilomètre 108,0, la rivière forme la frontière entre la Slovaquie et la Hongrie. Elle se déverse dans la rivière Sajó à 31 km de la confluence de celle-ci avec la Tisza à proximité du village de Ónod.

## Affluents
Les principaux affluents de la rivière Hornád sont:

### Droite

#### Slovaquie

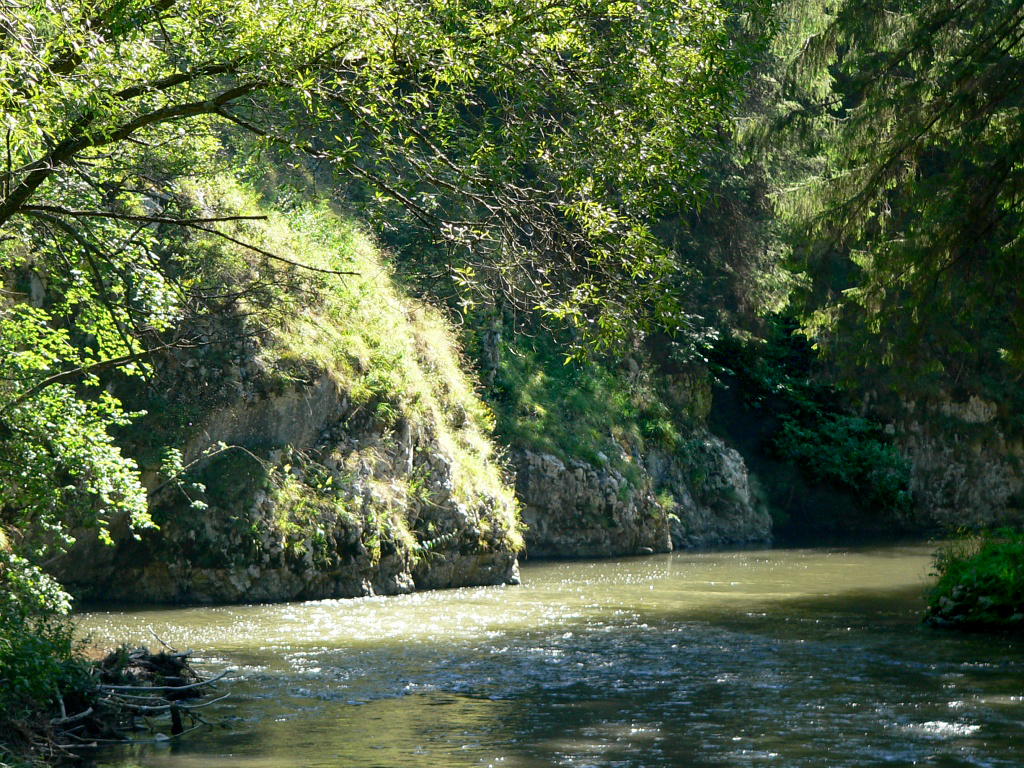
Les gorges de la rivière Hornád dans le Paradis Slovaque

- Bystrá
- Veľká Biela voda
- Holubnica
- Slovinský potok
- Hnilec (Principal affluent droit, confluence près de Margecany)
- Belá
- Myslavský potok

#### Hongrie
- Sartoš (confluence près de Hidasnémeti)

### Gauche

#### Slovaquie
- Gánovský potok
- Brusník
- Levočský potok
- Lodina
- Margecianka
- Svinka
- Torysa (Principal affluent gauche, confluence près de Nižná Myšľa)
- Olšava

#### Hongrie
- Csenkó-patak
- Gönci-patak

## Villes

### Slovaquie
- Spišská Nová Ves
- Spišské Vlachy
- Krompachy
- Košice

### Hongrie
- Miskolc